# Мариновський Юрій Юхимович
Мариновський Юрій Юхимович (14 липня 1952, Черкаси — 30 квітня 2020) — український історик, журналіст, краєзнавець. Лауреат обласної літературно-краєзнавчої премії імені М. Макимовича (Черкаська область) (1998).

## Життєпис
Навчався в Черкаській середній школі № 2, потім у Черкаській середній школі № 17. Був курсантом Донецького вищого військового політичного училища. Під час навчання отримав тяжку травму хребта. Інвалід першої групи. Заочно закінчив історичний факультет Полтавського педагогічного інституту (1977).
Дослідник історії Черкащини. Темами історико-краєзнавчих досліджень є минуле Черкас, церкви та монастирі краю, родовід дворянських родин, життя євреїв Черкащини, архівна справа. Публікації Ю. Мариновського з'являються в наукових і науково-популярних журналах і збірках: «Український історичний журнал», «Архіви України», «Мовознавство», «Родовід», «Наука і суспільство», «Український археологічний щорічник».
Пішов з життя 30 квітня 2020 року.

## Книги
- «Ще раз про назву міста Черкаси».
- "Писемні джерела XI-XIV століть про Канів.
- З історії села Жовнине в XVI—XVIII ст. та інші).
- «Мотронинський Троїцький монастир» (1990) — історичний нарис
- «Герби міста Черкас: спроба узагальнення виявлених джерел»
- «Документальні свідчення про останні роки монастирів на Черкащині: 20-ті роки»
- «Православні монастирі на терені сучасної Черкаської області до 1917 року» (1997)
- Черкаська минувшина-2001. Документи і матеріали з історії Черкащини
- «Православні монастирі на терені сучасної Черкаської області після 1917 року» (2002)
- «Шофар» (2004).
- «Батьківщина-2012 : альманах / Юрій Юхимович Мариновський».
- «Гулаки на Правобережжі Дніпра. Родовід і власність правобережних Гулаків з Артема. Матеріали до біографії роду» (Ч. 1) (2014) (архівні документи періоду з 1712 до 1930-40-х рр. вперше введені в науковий обіг)
- Друга книга двотомника «Православні монастирі…» стала переможцем обласного огляду-конкурсу видавничих організацій у номінації «Краща книга місцевого автора»